# 羅勒 (澳大利亞國會選區)
羅勒選區（英語：Division of Lalor）(讀音/ˈlɔːlər/或（澳洲音）[ˈloːlə])，是澳大利亞維多利亞州的聯邦下議院選區，位於首府墨爾本都會區西部外圍。面積991平方公里。自2013年起當區議員是工黨的喬安‧萊恩，她繼承了退出政壇的前總理茱莉雅·吉拉德。
選區始於1949年，名字是紀念尤里卡矿工起义領袖、維多利亞州州議會議長彼得·羅勒。

## 议员
| 议员 | 议员          | 政党   | 任期           |
| ---- | ------------- | ------ | -------------- |
|      | Reg Pollard   | 工党   | 1949年–1966年  |
|      | Mervyn Lee    | 自由党 | 1966年–1969年  |
|      | 吉姆·凯恩斯   | 工党   | 1969年–1977年  |
|      | 巴里·琼斯     | 工党   | 1977年–1998年  |
|      | 茱莉雅·吉拉德 | 工党   | 1998年至2013年 |
|      | 喬安·萊恩     | 工党   | 2013年起       |